# باولو ريتر
باولو ريتر (بالإنجليزية: Paulo Retre) (4 مارس 1993 بملبورن في أستراليا - ) هو لاعب كرة قدم أسترالي في مركز الوسط. شارك مع منتخب أستراليا تحت 20 سنة لكرة القدم. أما مع النوادي، فقد لعب مع نادي ملبورن سيتي وBentleigh Greens SC ‏ وNorthcote City FC ‏ وFFV NTC ‏.

## روابط خارجية
- باولو ريتر على موقع قاعدة بيانات كرة القدم.إي يو (الإنجليزية)
- باولو ريتر على موقع Soccerway.com (الإنجليزية)
- باولو ريتر على موقع عالم كرة القدم.نت (الإنجليزية)